# Geoffrey Taylour
Geoffrey Thomas Taylour (12 juin 1878-29 janvier 1943), appelé Lord Geoffrey Taylour jusqu'en 1893 et comte de Bective entre 1893 et 1894, est un homme politique britannique et un officier de l'armée britannique.

## Carrière
Titré Lord Geoffrey Taylour à sa naissance, il est le fils de Thomas Taylour (3e marquis de Headfort), et de sa deuxième épouse Emily Constantia, fille du révérend Lord John Thynne. Il est devenu connu sous le titre de courtoisie comte de Bective en 1893 à la mort de son demi-frère. L'année suivante, à l'âge de 16 ans, il succède à son père au marquisat . 
Lord Headfort est nommé sous-lieutenant dans les 1st Life Guards le 4 janvier 1899 et promu lieutenant le 7 mars 1900. Il démissionne du régiment en mai 1901. En juin de l'année suivante, il est nommé lieutenant dans le régiment de Yeomanry nouvellement créé, le 2nd County of London Yeomanry (Westminster Dragoons). 
Il est franc-maçon anglais, ayant été initié au Lodge of Assistance No 2773 (Londres, Angleterre) à Golden Square, Londres, en février 1901, âgé de 22 ans . 
De 1922 à 1928, il est sénateur de l'État libre d'Irlande .

## Famille

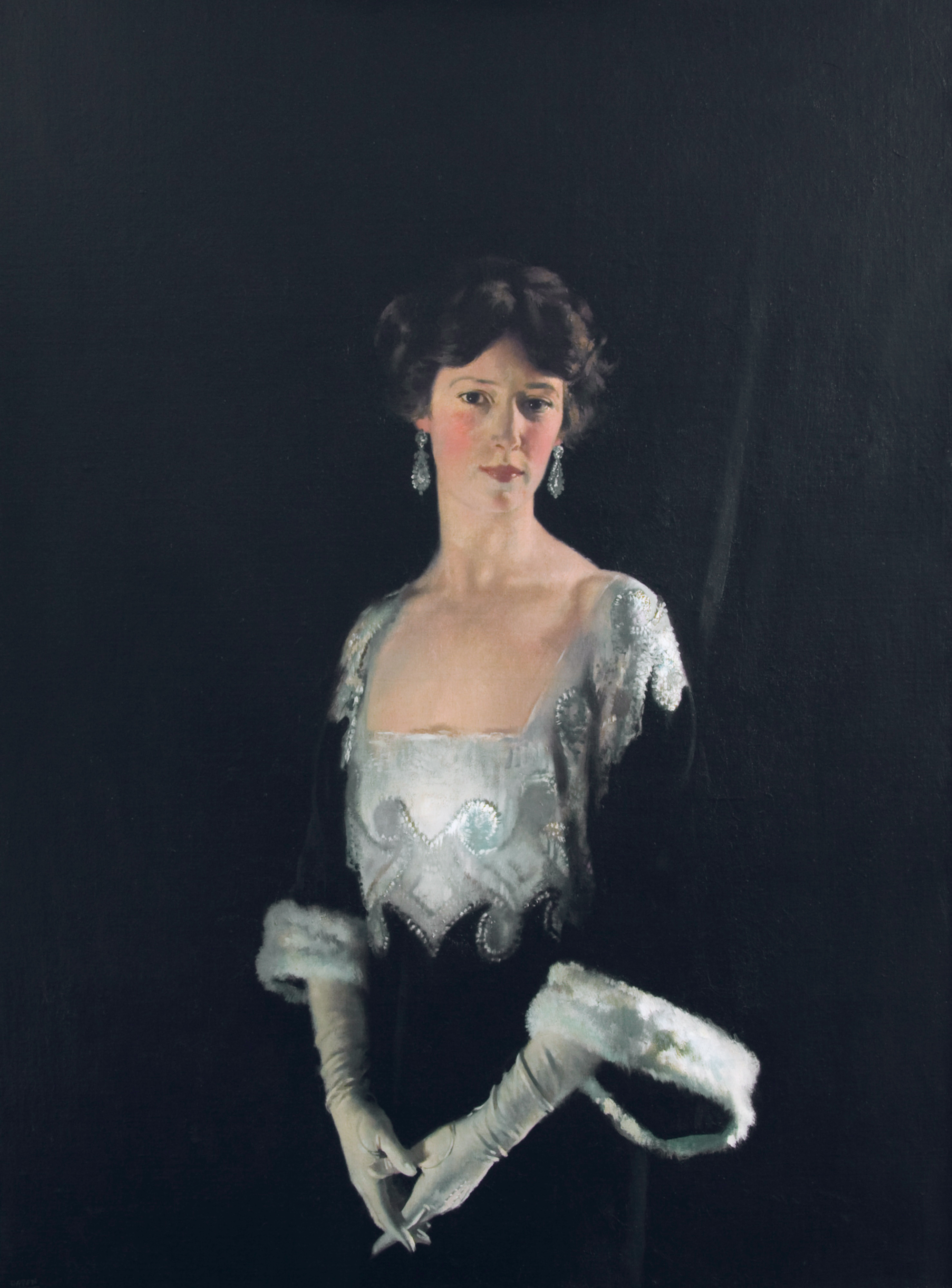
Sir William Orpen : Portrait de Rosie, quatrième marquise de Headfort.

Rosie Boote, une jeune chanteuse apparue dans The Messenger Boy en 1900 sous son nom professionnel de Miss Rosie Boote, a tellement charmé le jeune marquis qu'il l'a épousée le 11 avril 1901. Leur mariage est inhabituel: Rose est catholique d'origine modeste, tandis que son mari est un aristocrate protestant . Il fait sensation en se convertissant au catholicisme pour leur mariage . Ils vivaient à Headfort House en Irlande et ont trois enfants ensemble: 
- Terence Geoffrey Thomas, 5e marquis de Headfort
- Lord William Desmond Taylour (1904–89), archéologue britannique, connu pour son travail en Grèce mycénienne. Né en Irlande et formé à la Harrow School, après des carrières dans la banque et le design d'intérieur à New York, et en service de guerre en Afrique du Nord, il étudie l'archéologie et l'anthropologie au Trinity College de Cambridge, avant de terminer un doctorat sur la poterie mycénienne en Italie. Sa carrière d'archéologue a commencé dans les années 1950. Après la mort d'Alan John Bayard Wace en 1957, il prend le relais et achève l'expédition britannique à Mycènes. Taylour fouillé à Hagios Stephanos en Laconie entre 1959 et 1977[7],[8].
- Lady Millicent Olivia Mary Taylour; mariée le 28 avril 1930 (div. 1936) à Henry Frederic Tiarks, banquier; ils ont un fils, Christopher Henry Frederic (né le 13 mars 1931 - décédé en avril 1932). Lady Millicent est décédée le 24 décembre 1975 [9].